# Чистых, Ольга Александровна
Ольга Александровна Чистых (род. 23 марта 1942, Александрополь, Кустанайская область) — народный депутат РСФСР, член Совета Республики Верховного Совета Российской Федерации.

## Биография
Ольга Александровна Чистых родилась 23 марта 1942 года в семье рабочего в селе Александрополь Фёдоровского сельсовета Фёдоровского района Кустанайской области Казахской ССР, ныне село входит в Фёдоровский сельский округ (каз. Фёдоров ауылдық округі (Фёдоров ауданы)) Фёдоровского района Костанайской области Республики Казахстан.
В 1961 году окончила Шадринский сельскохозяйственный техникум.
После окончания техникума Чистых работала бригадиром дойного гурта, зоотехником, главным зоотехником, главным экономистом совхоза «Шадринский» Шадринского района Курганской области.
В 1976 году окончила Курганский сельскохозяйственный институт.
С 1978 года работала в совхозе «Каргапольский» Каргапольского района Курганской области главным экономистом, главным зоотехником, секретарём парткома.
С 1986 года работала директором совхоза «Каргапольский».
В 1990 году избрана народным депутатом РСФСР. Была членом Совета Республики Верховного Совета Российской Федерации, секретарём Комитета по социальному развитию села, аграрным вопросам и продовольствию, членом фракции «Аграрный союз», входила в состав депутатской группы Верховного Совета Российской Федерации по сотрудничеству с парламентом Республики Грузия.
После роспуска Верховного Совета Чистых работала помощником депутата Совета Федерации Федерального Собрания Российской Федерации, помощником Губернатора Курганской области.